# Pietra della fame

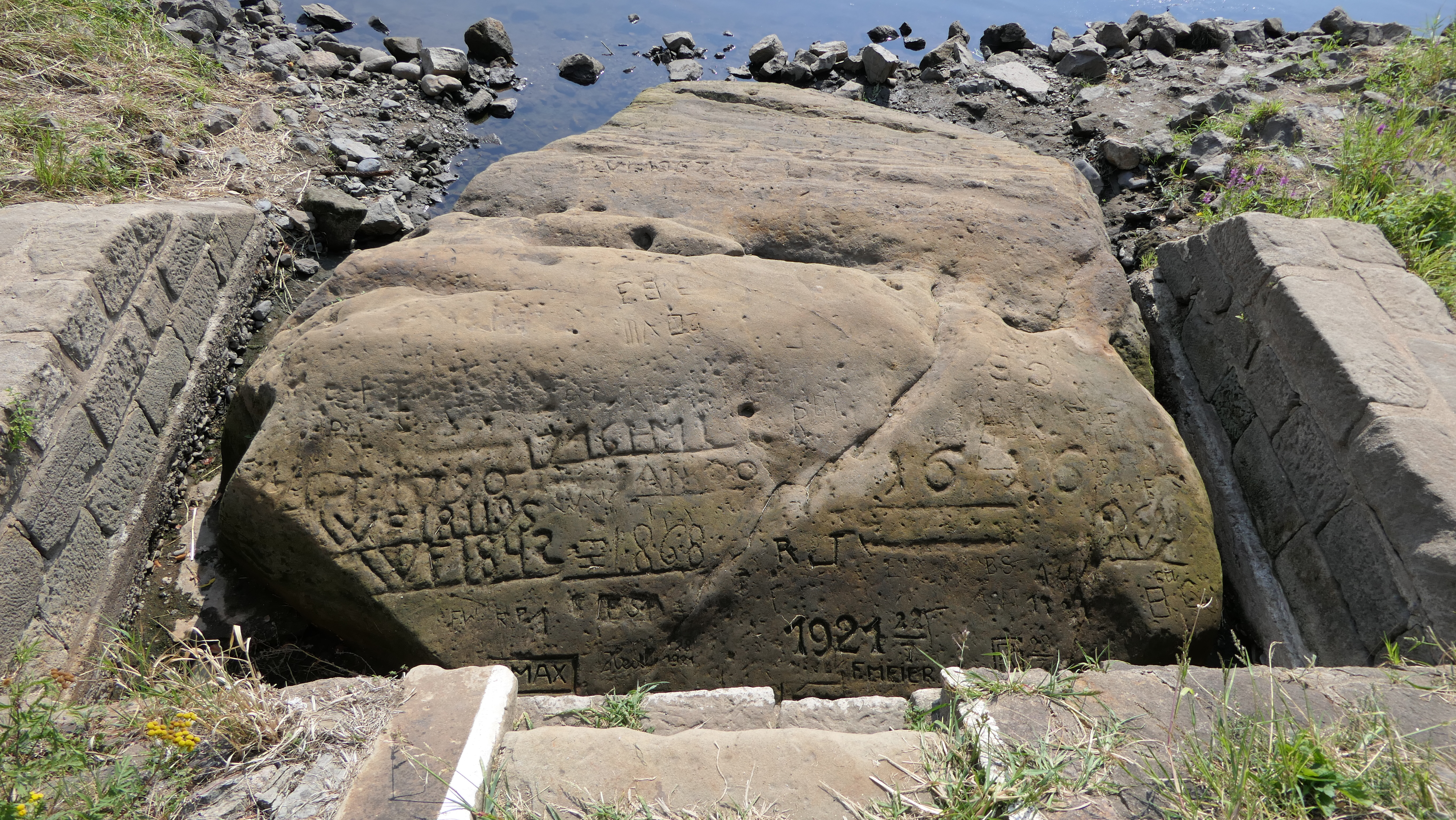
La pietra della fame di Děčín

Una pietra della fame è un particolare tipo di marcatore idrologico caratteristico dell'Europa centrale, specialmente della Germania, dove viene chiamato Hungerstein. Si tratta di grandi massi naturali incisi, posizionati nel letto di un fiume o sul fondo di un lago, che diventano visibili solo quando il livello dell'acqua si abbassa. Prendono il nome dal pericolo di carestie derivante dai periodi di siccità. Le pietre riportano sempre incise le date delle secche più gravi e, spesso, anche iscrizioni. Una pietra della fame nel fiume Elba a Děčín, ad esempio, reca la frase «Wenn du mich siehst, dann weine» («Se mi vedi, piangi»), mentre un'altra, nello stesso fiume e risalente al XVII secolo, riporta un'iscrizione traducibile come «La vita rifiorirà quando questa pietra sarà scomparsa».

## Storia
Le prime notizie sulle pietre della fame risalgono al XV secolo e più antiche iscrizioni giunte leggibili fino al XXI secolo menzionano gli anni 1417, 1473, 1616, 1654 e 1666. Molte di esse vennero realizzate dopo il 1816, conosciuto come l'anno senza estate a causa delle gravi anomalie del clima dovute all'eruzione del vulcano Tambora. Divennero particolarmente popolari nel corso del XIX secolo perché venivano spesso raffigurate su giornali e su diari di viaggio. Il quotidiano Teplitzer Zeitung, ad esempio, il 30 agosto 1876 riportò che: «A causa della persistente siccità, l'Elba offre un triste spettacolo che non si vedeva dal 1842: le pietre della fame sporgono ovunque e l'acqua non arriva a toccare il livello del metro al ponte sull'Elba di Dresda. Sulla rotta boema il traffico dei piroscafi è già stato sospeso a causa della siccità. Fra Dresda e Tetchen si fermerà tra pochi giorni se non ci sarà pioggia».
Una pietra della fame, riemersa a Worms-Rheinrückheim nel 2018, reca le incisioni «Ano 1857» e «Hunger Jahr 1947». Quest'ultima scritta si riferisce ai tragici eventi climatici di quell'anno: in autunno, infatti, il fiume Reno scese a meno di mezzo metro e quell'inverno, a causa del freddo eccezionale, il fiume ghiacciò per circa 60 chilometri, non permettendo la navigazione e il trasporto di materie prime e di derrate alimentari. A causa delle sue dimensioni e della sua iscrizione, la pietra di Děčín venne fotografata numerose volte all'inizio del XX secolo e riprodotta su cartoline. La riscoperta delle pietre durante periodi di siccità, così come la loro incisione, è proseguita nel corso del XX e del XXI secolo: l'organizzazione Greenpeace, ad esempio, nell'agosto 2018 lasciò su una pietra nel letto del fiume Elba, a Magdeburgo, l'iscrizione «Wenn du mich siehst, ist Klimakrise» («Se mi vedi, è emergenza climatica»).

## Galleria d'immagini

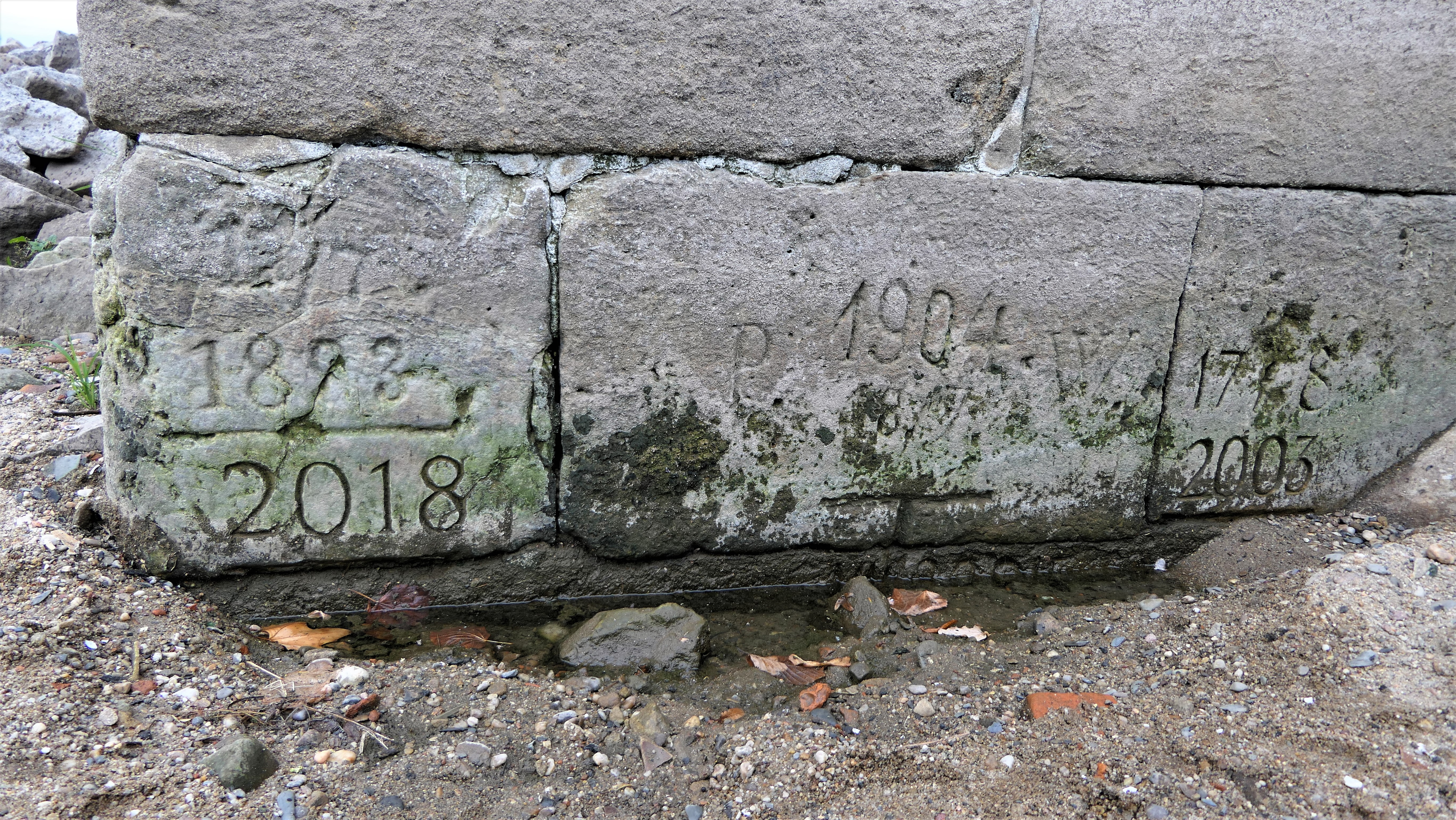
Una pietra a Pillnitz, nei pressi di Dresda
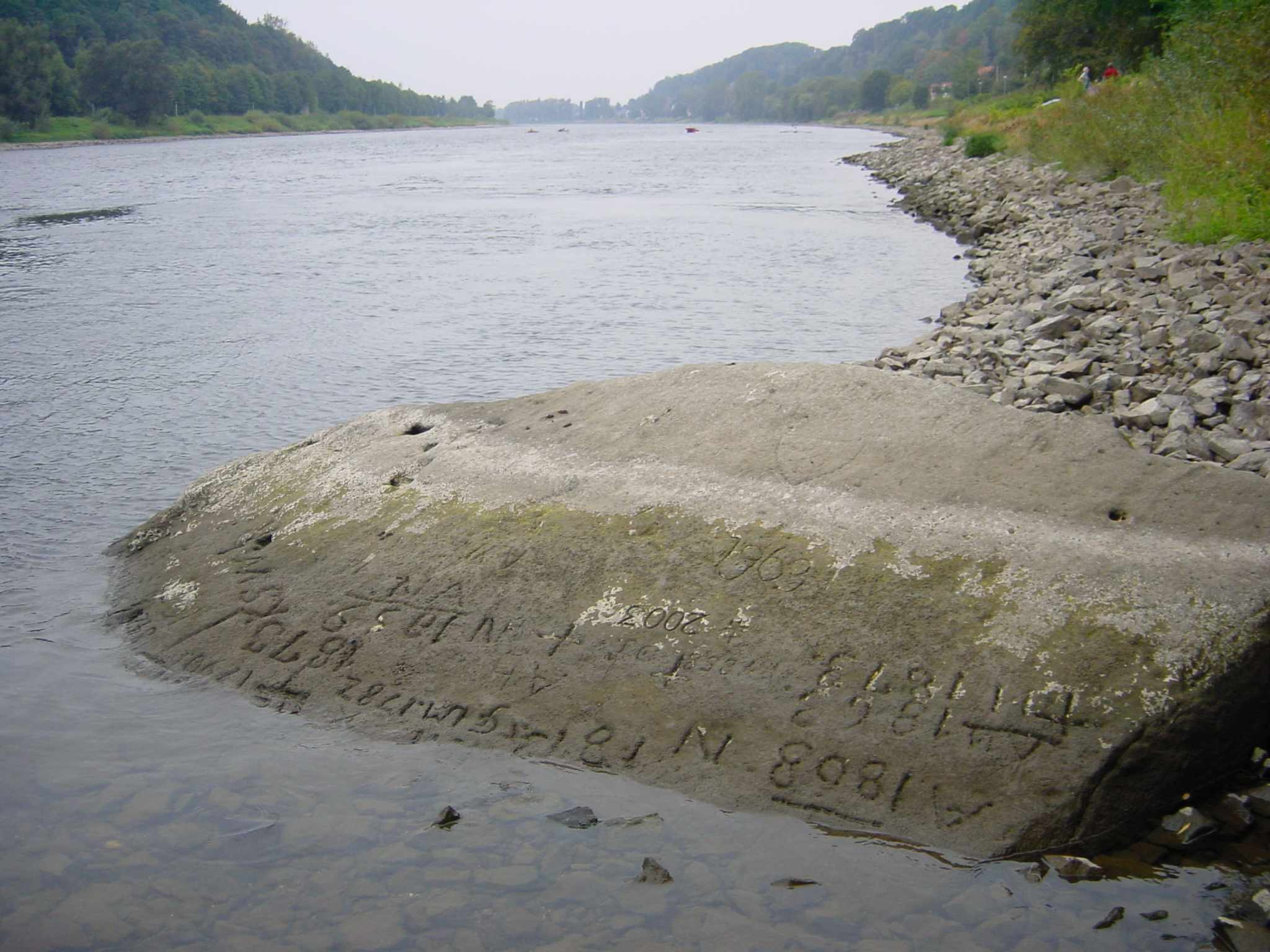
Una pietra a Pirna, sull'Elba
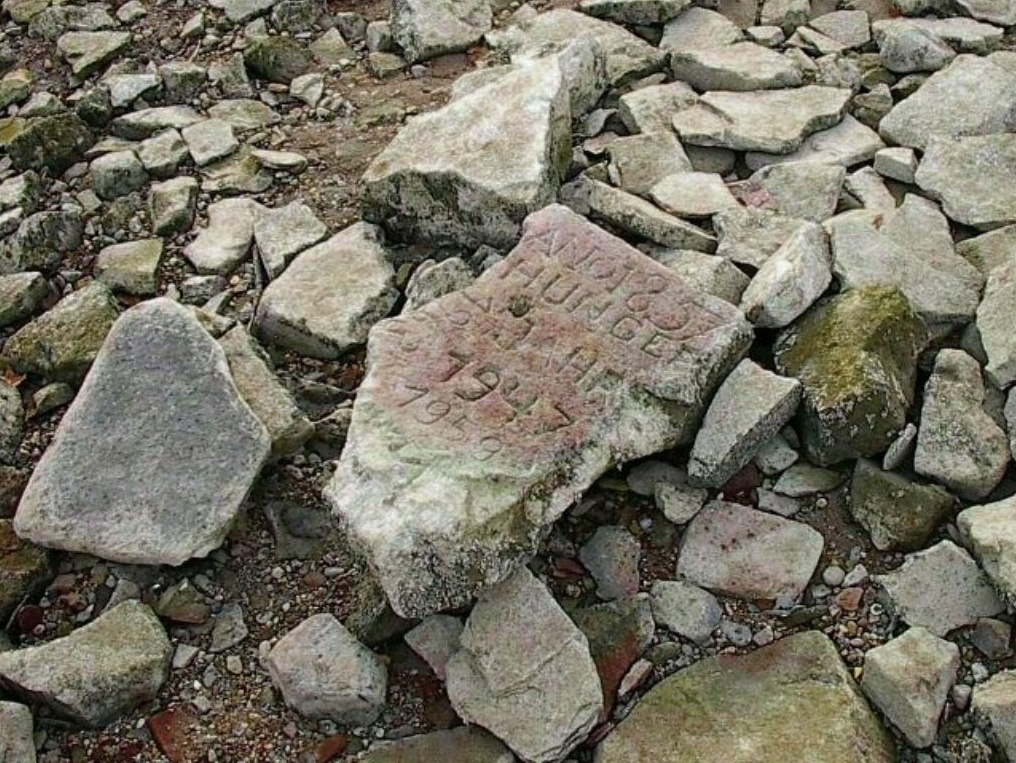
Una pietra a Worms, nel letto del Reno
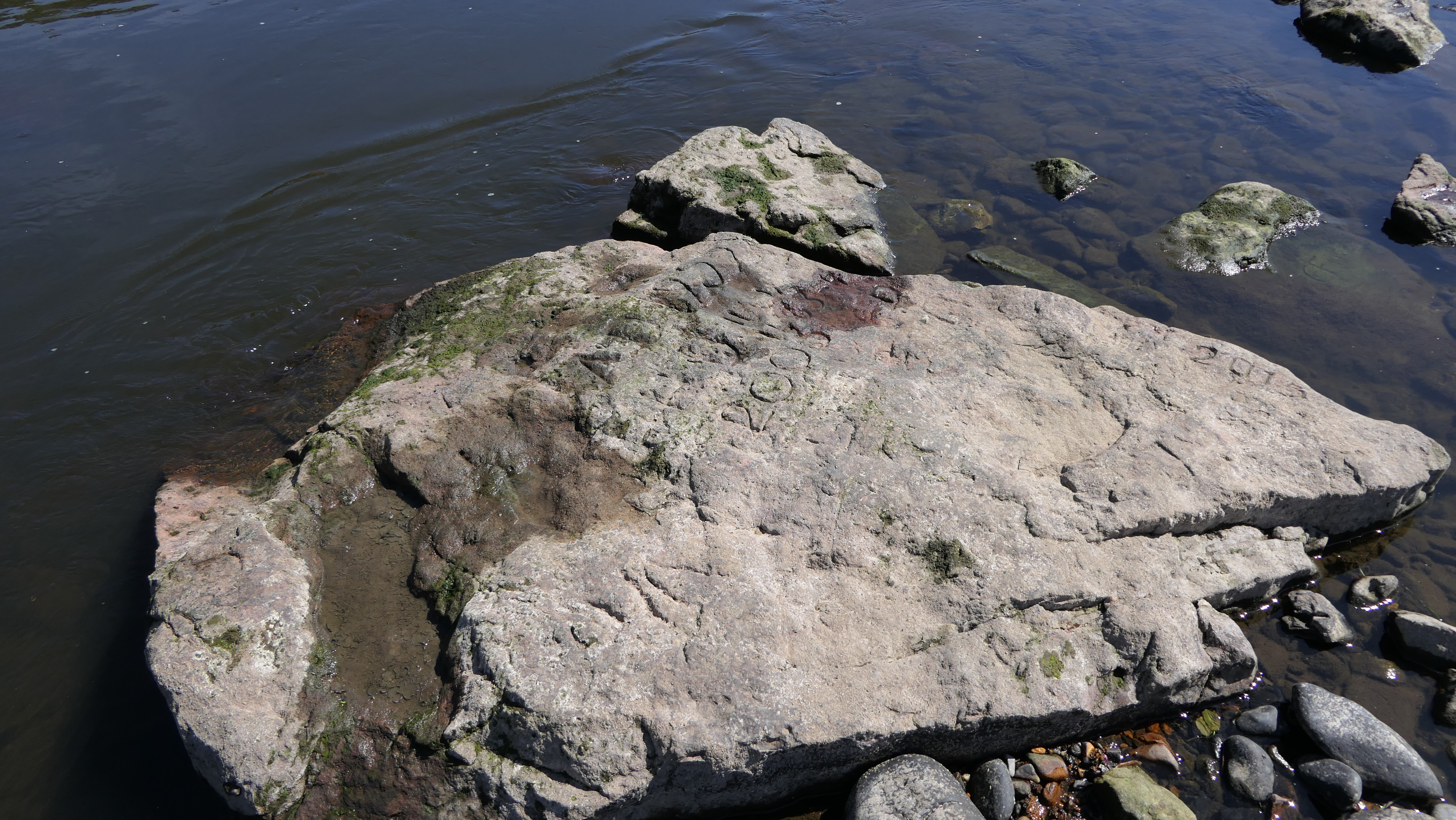
Una pietra a Königstein, sul fiume Biela